# Ромрод
Ромрод (нім. Romrod) — місто в Німеччині, знаходиться в землі Гессен. Підпорядковується адміністративному округу Гіссен. Входить до складу району Фогельсберг.
Площа — 54,43 км2. Населення становить 2676 ос. (станом на 31 грудня 2020).